# Campeonato Europeu de Patinação Artística no Gelo de 1963
O Campeonato Europeu de Patinação Artística no Gelo de 1963 foi a quinquagésima quinta edição do Campeonato Europeu de Patinação Artística no Gelo, um evento anual de patinação artística no gelo organizado pela União Internacional de Patinação (em inglês:  International Skating Union) onde os patinadores artísticos competem pelo título de campeão europeu. A competição foi disputada entre os dias 5 de fevereiro e 10 de fevereiro, na cidade de Budapeste, Hungria.

## Eventos
- Individual masculino
- Individual feminino
- Duplas
- Dança no gelo

## Medalhistas
| Evento                        | Ouro                                                     | Prata                                                  | Bronze                                              |
| Individual masculino detalhes | Alain Calmat · França                                    | Manfred Schnelldorfer · Alemanha Ocidental             | Emmerich Danzer · Áustria                           |
| Individual feminino detalhes  | Sjoukje Dijkstra · Países Baixos                         | Nicole Hassler · França                                | Regine Heitzer · Áustria                            |
| Duplas detalhes               | Marika Kilius · Hans-Jürgen Bäumler · Alemanha Ocidental | Liudmila Belousova · Oleg Protopopov · União Soviética | Tatiana Zhuk · Alexander Gavrilov · União Soviética |
| Dança no gelo detalhes        | Linda Shearman · Michael Philipps · Reino Unido          | Eva Romanová · Pavel Roman · Tchecoslováquia           | Janet Sawbridge · David Hickinbottom · Reino Unido  |

## Resultados

### Individual masculino
| Pos.              | Nome                  | Nacionalidade      |
| ----------------- | --------------------- | ------------------ |
| Medalha de ouro   | Alain Calmat          | França             |
| Medalha de prata  | Manfred Schnelldorfer | Alemanha Ocidental |
| Medalha de bronze | Emmerich Danzer       | Áustria            |
| 4                 | Peter Jonas           | Áustria            |
| 5                 | Sepp Schönmetzler     | Alemanha Ocidental |
| 6                 | Ralph Borghard        | Alemanha Oriental  |
| 7                 | Valeri Meshkov        | União Soviética    |
| 8                 | Jenő Ébert            | Hungria            |
| 9                 | Hugo Dümmler          | Alemanha Ocidental |
| 10                | Heinrich Podhajsky    | Áustria            |
| 11                | Robert Dureville      | França             |
| 12                | Malcolm Cannon        | Reino Unido        |
| 13                | Vaclav Kotek          | Tchecoslováquia    |
| 14                | Wouter Toledo         | Países Baixos      |
| 15                | Giordano Abbondati    | Itália             |
| 16                | Philippe Pélissier    | França             |
| 17                | Markus Germann        | Suíça              |
| 18                | Hywel Evans           | Reino Unido        |
| 19                | Günter Zöller         | Alemanha Oriental  |
| 20                | Franciszek Spitol     | Polônia            |
| 21                | Marian Filc           | Tchecoslováquia    |

### Individual feminino
| Pos.              | Nome                   | Nacionalidade      |
| ----------------- | ---------------------- | ------------------ |
| Medalha de ouro   | Sjoukje Dijkstra       | Países Baixos      |
| Medalha de prata  | Nicole Hassler         | França             |
| Medalha de bronze | Regine Heitzer         | Áustria            |
| 4                 | Jana Mrazkova          | Tchecoslováquia    |
| 5                 | Sally-Anne Stapleford  | Reino Unido        |
| 6                 | Diana Clifton-Peach    | Reino Unido        |
| 7                 | Jacqueline Harbord     | Reino Unido        |
| 8                 | Ingrid Ostler          | Áustria            |
| 9                 | Franzi Schmidt         | Suíça              |
| 10                | Gabriele Seyfert       | Alemanha Oriental  |
| 11                | Karin Gude             | Alemanha Ocidental |
| 12                | Ann-Margreth Frei      | Suécia             |
| 13                | Sandra Brugnera        | Itália             |
| 14                | Astrid Czermak         | Áustria            |
| 15                | Hana Mašková           | Tchecoslováquia    |
| 16                | Zsuzsa Szentmiklóssy   | Hungria            |
| 17                | Christine van de Putte | Bélgica            |
| 18                | Micheline Joubert      | França             |
| 19                | Dorette Bek            | Suíça              |
| 20                | Tamara Bratus          | União Soviética    |
| 21                | Elżbieta Kościk        | Polônia            |
| WD                | Karin Dehle            | Noruega            |

### Duplas
| Pos.              | Nome                                    | Nacionalidade      |
| ----------------- | --------------------------------------- | ------------------ |
| Medalha de ouro   | Marika Kilius / Hans-Jürgen Bäumler     | Alemanha Ocidental |
| Medalha de prata  | Liudmila Belousova / Oleg Protopopov    | União Soviética    |
| Medalha de bronze | Tatiana Zhuk / Alexander Gavrilov       | União Soviética    |
| 4                 | Margit Senf / Peter Göbel               | Alemanha Oriental  |
| 5                 | Milada Kubikova / Jaroslav Votruba      | Tchecoslováquia    |
| 6                 | Gerda Johner / Rüdi Johner              | Suíça              |
| 7                 | Agnesa Wlachovská / Peter Bartosiewicz  | Tchecoslováquia    |
| 8                 | Brigitte Wokoeck / Heinz-Ulrich Walther | Alemanha Oriental  |
| 9                 | Sonja Pfersdorf / Gunter Matzdorf       | Alemanha Ocidental |
| 10                | Irene Müller / Hans-Georg Dallmer       | Alemanha Oriental  |
| 11                | Sigrid Reichmann / Wolfgang Danne       | Alemanha Ocidental |
| 12                | Galina Sedova / Georgi Proskurin        | União Soviética    |
| 13                | Inge Strell / Fery Dedovich             | Áustria            |
| 14                | Gerlinde Schönbauer / Wilhelm Bietak    | Áustria            |
| 15                | Mária Csordás / László Kondi            | Hungria            |

### Dança no gelo
| Pos.              | Nome                                   | Nacionalidade      |
| ----------------- | -------------------------------------- | ------------------ |
| Medalha de ouro   | Linda Shearman / Michael Phillips      | Reino Unido        |
| Medalha de prata  | Eva Romanová / Pavel Roman             | Tchecoslováquia    |
| Medalha de bronze | Janet Sawbridge / David Hickinbottom   | Reino Unido        |
| 4                 | György Korda / Pal Vásárhelyi          | Hungria            |
| 5                 | Mary Parry / Roy Mason                 | Reino Unido        |
| 6                 | Marlyse Fornachon / Charly Pichard     | Suíça              |
| 7                 | Jitka Babická / Jaromír Holan          | Tchecoslováquia    |
| 8                 | Ghislaine Houdas / Francis Gamichon    | França             |
| 9                 | Helga Burkhardt / Hannes Burkhardt     | Alemanha Ocidental |
| 10                | Armelle Flichy / Pierre Brun           | França             |
| 11                | Christel Trebesiner / Gerald Felsinger | Áustria            |
| 12                | Rita Kwiet / Peter Kwiet               | Alemanha Ocidental |
| 13                | Eva Marie Reuter / Bernd Egert         | Alemanha Oriental  |

## Quadro de medalhas
| Ordem | País               | Medalha de ouro | Medalha de prata | Medalha de bronze |    | Ordem por total |
| ----- | ------------------ | --------------- | ---------------- | ----------------- | -- | --------------- |
| 1     | Alemanha Ocidental | 1               | 1                |                   | 2  | 1               |
| 1     | França             | 1               | 1                |                   | 2  | 1               |
| 3     | Reino Unido        | 1               |                  | 1                 | 2  | 1               |
| 4     | Países Baixos      | 1               |                  |                   | 1  | 6               |
| 5     | União Soviética    |                 | 1                | 1                 | 2  | 1               |
| 6     | Tchecoslováquia    |                 | 1                |                   | 1  | 6               |
| 7     | Áustria            |                 |                  | 2                 | 2  | 1               |
| TOTAL | TOTAL              | 4               | 4                | 4                 | 12 | —               |